# Blackboard
「blackboard」（ブラック・ボード）は2020年8月より運営されているYouTubeチャンネル、並びにチャンネルの動画にて催されるミュージシャンとのコラボレーション企画である。

## 概説
メジャーで活躍するミュージシャンによる一発撮りで収録されたパフォーマンスの映像が公開されている。
概要欄には、「もしもあのアーティストが学校の先生だったら...もしもあの教室で歌を歌ってくれたら...」と記載されており、チャンネル内ではアーティストを先生と称し、披露される楽曲はテキストと称している。ミュージシャンは必要な機材・楽器が用意された学校の教室のようなスタジオにて、ボーカル・パフォーマンスを中心に演奏し、楽曲やチャンネルに関するコメントを残している。
チャンネルのスタッフには、映像プロデューサーとして二宮"NINO"大輔、サウンドプロデューサーとして鈴木Daichi秀行、アートディレクターとして中井拓 (QUEEL DESIGN) が携わっている。
11月21日から、カラオケのJOYSOUNDで「blackboard」の本人歌唱映像が、配信された。

## アップロードされた動画
出演するアーティストの多くがワーナーミュージック・ジャパン系列のレーベル所属であるが、川崎鷹也などの後にワーナーミュージック系列以外と契約をしたインディーズアーティストや、Novelbright、Non Stop Rabbitなどのワーナーミュージック系列以外と契約をしたアーティストも出演している。
| #  | 先生 (ミュージシャン)                      | テキスト(曲目)        | アップロード日 | 出典   | 動画   |
| -- | ------------------------------------------ | --------------------- | -------------- | ------ | ------ |
| 1  | yukaDD(;´∀`)                               | blackboard            | 2020年9月5日   | [ 3 ]  | [ 4 ]  |
| 2  | chelmico                                   | milk                  | 2020年9月12日  | [ 3 ]  | [ 5 ]  |
| 3  | ジェニーハイ                               | まるで幸せ            | 2020年9月19日  | [ 3 ]  | [ 6 ]  |
| 4  | 渋谷すばる                                 | 素晴らしい世界に      | 2020年9月26日  | [ 7 ]  | [ 8 ]  |
| 5  | chelmico                                   | Terminal 着、即 Dance | 2020年9月30日  | [ 9 ]  | [ 10 ] |
| 6  | もさを。                                   | 好きが溢れていたの    | 2020年10月3日  | [ 11 ] | [ 12 ] |
| 7  | yukaDD(;´∀`)                               | Carry On              | 2020年10月7日  | [ 13 ] | [ 14 ] |
| 8  | もさを。                                   | ぎゅっと。            | 2020年10月10日 | [ 15 ] | [ 16 ] |
| 9  | 島爺                                       | 明日へ                | 2020年10月14日 | [ 17 ] | [ 18 ] |
| 10 | 川崎鷹也                                   | 魔法の絨毯            | 2020年10月17日 | [ 19 ] | [ 20 ] |
| 11 | 水野あつ                                   | 知りたい              | 2020年10月24日 | [ 21 ] | [ 22 ] |
| 12 | eill                                       | SPOTLIGHT             | 2020年10月31日 |        | [ 23 ] |
| 13 | 川崎鷹也                                   | 君の為のキミノウタ    | 2020年11月7日  | [ 24 ] | [ 25 ] |
| 14 | しまも                                     | ジャックランタン      | 2020年11月14日 |        | [ 26 ] |
| 15 | Novelbright                                | 夢花火                | 2020年11月21日 | [ 27 ] | [ 28 ] |
| 16 | Non Stop Rabbit                            | BIRD WITHOUT          | 2020年11月28日 | [ 29 ] | [ 30 ] |
| 17 | しまも                                     | YOU                   | 2020年12月5日  |        | [ 31 ] |
| 18 | おさるのうた                               | セイカツ              | 2020年12月12日 |        |        |
| 19 | ザ・コインロッカーズ（絹本夏海＆後藤理花） | 仮病                  | 2020年12月19日 |        |        |
| 20 | Broken kangaroo                            | 水平線                | 2020年12月26日 |        |        |
| 21 | PUFFY                                      | アジアの純真          | 2021年1月2日   |        |        |
| 22 | eill                                       | special girl          | 2021年1月9日   |        |        |
| 23 | Broken kangaroo                            | Snow drop             | 2021年1月16日  |        |        |
| 24 | 鈴木鈴木                                   | 君と僕はさ            | 2021年1月26日  |        |        |
| 25 | Karin.                                     | 青春脱衣所            | 2021年1月30日  |        |        |
| 26 | 島爺                                       | 岐路と銃口            | 2021年2月6日   |        |        |